# Raja Iskandar Zulkarnain
Raja Dato' Sri Haji Iskandar Zulkarnain ibni al-Marhum Sultan Idris al-Mutawakil Allah Shah Afifu'llah (Kuala Kangsar, 8 febbraio 1955) è un principe malese, Raja di-Hiler di Perak dal 20 giugno 2014.

## Biografia
Raja Iskandar Zulkarnain è nato all'ospedale di Kuala Kangsar l'8 febbraio 1955 ed è figlio del sultano Idris Shah II di Perak e della sua seconda moglie Raja Muzwin binti Raja Arif Shah.
È stato educato al Clifford College di Kuala Kangsar. Ha quindi proseguito gli studi a Londra. Dal 2000 è direttore della Permaddun Sdn Bhd.
Dal 20 giugno 2014 ha il titolo di Raja di-Hiler di Perak ed è secondo nella linea di successione al trono.
Il 30 novembre 1985 presso l'Istana Anak Bukit di Alor Setar ha sposato Tunku Soraya binti Sultan Abdul Halim, figlia adottiva del sultano Abdul Halim di Kedah.Hanno cinque figli, tre maschi e due femmine.